# De Haven Glacier
De Haven Glacier är en glaciär i Antarktis. Den ligger i Östantarktis. Australien gör anspråk på området. De Haven Glacier ligger 268 meter över havet.
Terrängen runt De Haven Glacier är platt åt sydväst, men åt nordost är den kuperad. Terrängen runt De Haven Glacier sluttar norrut. Trakten är obefolkad. Det finns inga samhällen i närheten.